# بيلي راسيل (لاعب كرة قدم)
بيلي راسيل (بالإنجليزية: Billy Russell)‏ (14 سبتمبر 1959 بغلاسكو في المملكة المتحدة - ) هو مدرب كرة قدم ولاعب كرة قدم بريطاني في مركز الظهير. لعب مع سكونثورب يونايتد ونادي إيفرتون ونادي دونكاستر روفرز ونادي روذرهام يونايتد ونادي سلتيك.

## وصلات خارجية
- بيلي راسيل على موقع Soccerbase.com (مدرب) (الإنجليزية)